# Satyrus garuna
Satyrus garuna är en fjärilsart som beskrevs av Hans Fruhstorfer 1911. Satyrus garuna ingår i släktet Satyrus och familjen praktfjärilar. Inga underarter finns listade.